# 2022 Winter Olympics Parade of Nations
Durante el Desfile de las Naciones, dentro de la ceremonia de apertura de los Juegos Olímpicos de Invierno de Pekín 2022, los atletas y funcionarios de cada país participante desfilarán en el Estadio Nacional de Pekín precedidos por el portador de su bandera y de una pancarta con el nombre del país respectivo. Cada abanderado será elegido por el Comité Olímpico Nacional del país o por los propios atletas

## Orden de desfile
Los atletas entrarán en el estadio en un orden dictado por la tradición olímpica. Como creador de los Juegos Olímpicos, el equipo griego entrará primero
El método de cotejo utilizado se basa en los nombres tal y como están escritos en caracteres chinos simplificados y es similar al utilizado en los diccionarios chinos. Los nombres se ordenan por el número de trazos del primer carácter del nombre, luego por el orden de los trazos del carácter (en el orden 橫竖撇捺折, c.f. método Wubi), luego el número de trazos y el orden de los trazos del segundo carácter, luego el siguiente carácter y así sucesivamente. Por ejemplo, esto sitúa a San Marino (圣马力诺) en la 28.ª posición, justo por delante de Kirguistán (吉尔吉斯斯坦) porque el carácter inicial de "San Marino" (圣) se escribe con 5 trazos, mientras que el de "Kirguistán" (吉) se escribe con 6 trazos.
El país que acogerá los próximos Juegos Olímpicos de Invierno, Italia, desfilará antes de que entre la nación anfitriona, China, en lugar de entrar entre Nueva Zelanda y Serbia, según la orden de cotejo china
Cuando parte de su pena dopante, Rusia competirá bajo el acrónimo "ROC" y la bandera del Comité Olímpico ruso, y el nombre del comité en lleno no puede soler referir a la delegación.
Los locutores del estadio leerán los nombres de las naciones que marchan en chino mandarín (el idioma oficial del país anfitrión), inglés y francés (los idiomas oficiales de los Juegos Olímpicos) y la música acompañará a los atletas en su entrada al estadio.
Según la versión actual de la Carta Olímpica, cada nación puede tener la opción de habiendo dos portadores de bandera (un hombre y una mujer) en un esfuerzo para promover igualdad de género.

## Lista
A continuación se presenta una lista de los abanderados de cada país. La lista está ordenada por el orden en que cada nación apareció en el Desfile de las Naciones. Los nombres se dan en sus designaciones oficiales por el COI, y los nombres chinos siguen sus designaciones oficiales por el Comité Organizador de Pekín para los Juegos Olímpicos y Paralímpicos de Invierno de 2022.
Esta tabla se puede ordenar por nombre del país en inglés, nombre del país en chino simplificado, nombre del país en pinyin, nombre del abanderado y deporte del abanderado.
- Datos: Q109229640